# Pufferbatterie
Eine Pufferbatterie oder Stützbatterie dient der Stromversorgung von elektrischen und elektronischen Geräten bei Stromausfall oder zum Ausgleich unterschiedlicher Lastzustände (Spannungsstabilisierung, Abfangen kurzzeitiger Lastspitzen).

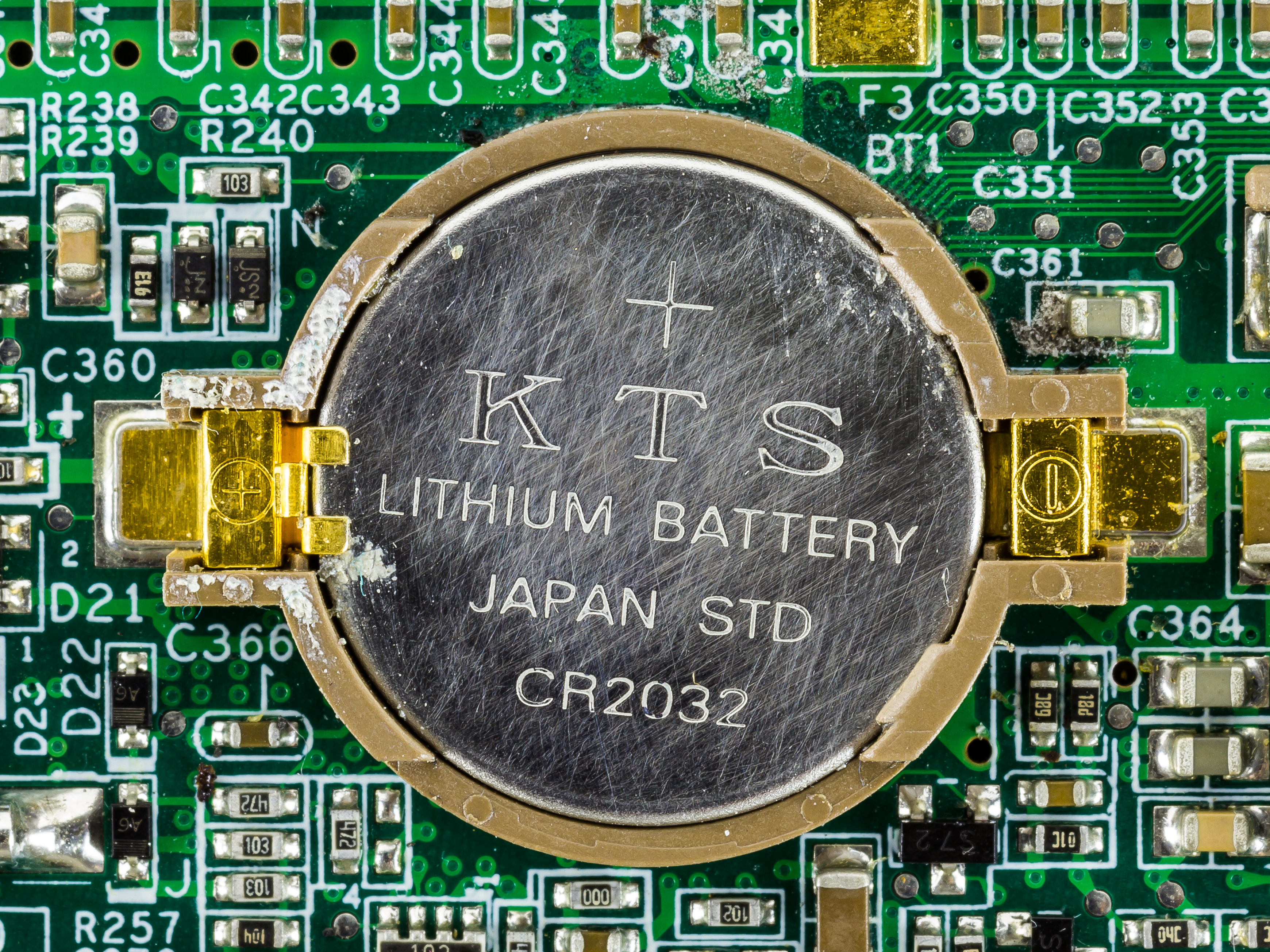
Knopfzelle vom Typ CR2032 auf einer Laptop-Hauptplatine

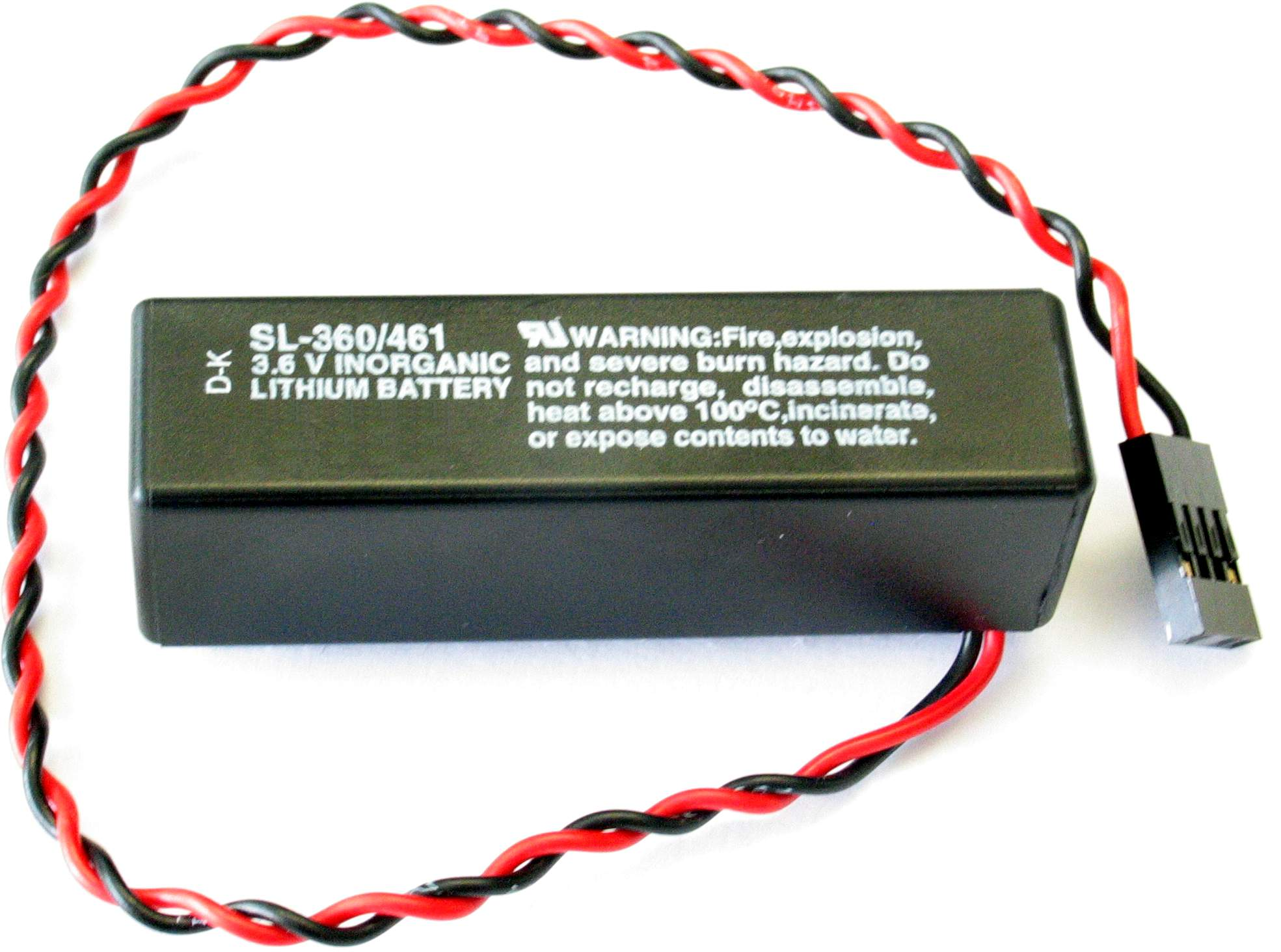
Pufferbatterie

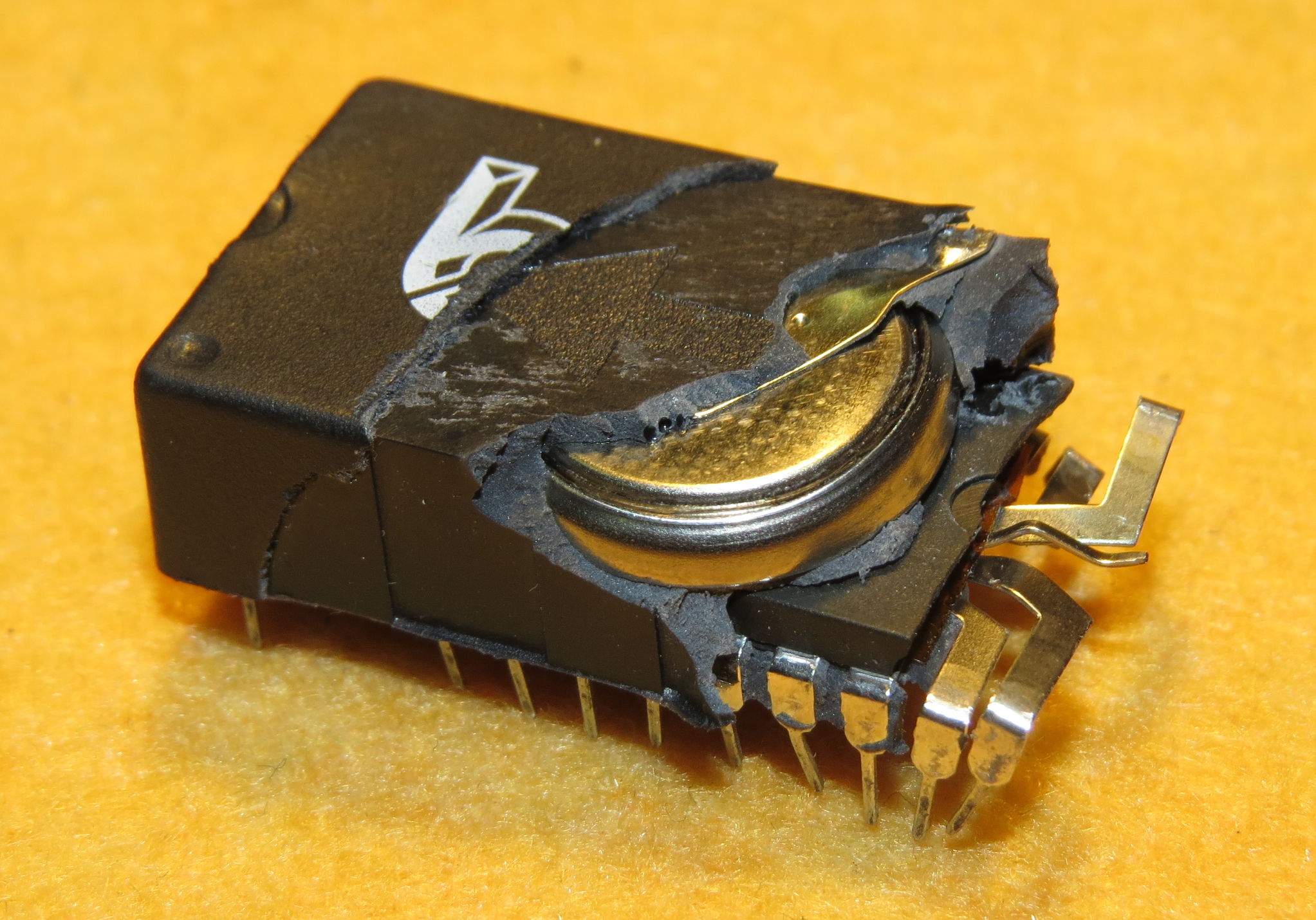
Lithiumbatterie als Pufferbatterie in einer Echtzeituhr

Ein Beispiel ist der Datenerhalt oder der Weiterlauf der Echtzeituhr bei Personal Computern oder speicherprogrammierbaren Steuerungen bei deren Abschaltung bzw. Netztrennung. Auch die Starterbatterie von Fahrzeugen mit Verbrennungsmotor erfüllt Stützfunktionen (siehe Load Dump), dient jedoch primär dem Motorstart.
Pufferbatterien sind entsprechend den Anforderungen als Batterie oder Akkumulator ausgeführt.
Bei der Verwendung von Pufferbatterien muss deren Wartung sowie Besonderheiten bei der Entsorgung der Geräte berücksichtigt werden Bei Verbrauchern mit geringem Strombedarf kann die Pufferbatterie durch einen wartungsfreien Kondensator ersetzt werden.
Stützbatterien für den Datenerhalt werden durch die Einführung von nichtflüchtigen Speichern, z. B. EPROMs, in vielen Bereichen überflüssig.
Auch Antriebsbatterien und Batteriespeicher werden manchmal als Stützbatterien bezeichnet beziehungsweise erfüllen eine solche Funktion.